# Gardendale
|  | Per a altres significats, vegeu «Gardendale (Texas)». |

Gardendale és una població dels Estats Units a l'estat d'Alabama. Segons el cens del 2009 tenia 13.720 habitants.

## Demografia
Segons el cens del 2000, Gardendale tenia 11.626 habitants, 4.733 habitatges, i 3.474 famílies. La densitat de població era de 250,1 habitants/km².
Dels 4.733 habitatges en un 28,8% hi vivien nens de menys de 18 anys, en un 61,3% hi vivien parelles casades, en un 9,6% dones solteres, i en un 26,6% no eren unitats familiars. En el 24,6% dels habitatges hi vivien persones soles l'11,7% de les quals corresponia a persones de 65 anys o més que vivien soles. El nombre mitjà de persones vivint en cada habitatge era de 2,42 i el nombre mitjà de persones que vivien en cada família era de 2,88.
Per edats la població es repartia de la següent manera: un 21,5% tenia menys de 18 anys, un 7,4% entre 18 i 24, un 26,9% entre 25 i 44, un 25,6% de 45 a 60 i un 18,6% 65 anys o més.
L'edat mitjana era de 42 anys. Per cada 100 dones hi havia 87,8 homes. Per cada 100 dones de 18 o més anys hi havia 83,5 homes.
La renda mitjana per habitatge era de 45.786 $ i la renda mitjana per família de 56.929 $. Els homes tenien una renda mitjana de 36.714 $ mentre que les dones 29.039 $. La renda per capita de la població era de 22.673 $. Aproximadament el 3,5% de les famílies i el 5,1% de la població estaven per davall del llindar de pobresa.

## Poblacions properes
El següent diagrama mostra les poblacions més properes.